# Надараджа, Супаат
Супаат Т. Надараджа (англ. Supaat T. Nadarajah; род. около 1920, Куала-Лумпур) — малайский хоккеист на траве и футболист, вратарь; футбольный судья. Участник летних Олимпийских игр 1956 года.

## Биография
Супаат Надараджа родился около 1920 года в малайском городе Куала-Лумпур (сейчас в Малайзии).
Окончил методистскую школу для мальчиков в Куала-Лумпуре.
В 1939—1941 и 1949—1954 годах играл в хоккей на траве за Селангор. В 1949—1953 годах выступал за сборную Северной Малайи, с 1953 года — за сборную Южной Малайи.
В 1954 году в составе сборной малайских индийцев участвовал в туре по Гонконгу.
В 1956 году вошёл в состав сборной Малайи по хоккею на траве на летних Олимпийских играх в Мельбурне, занявшей 9-е место. Играл на позиции вратаря, провёл (по имеющимся данным) 2 матча, пропустил 5 мячей (3 от сборной Австралии, 2 — от Великобритании).
Играл в футбол на позиции вратаря. В 1939—1944 годах выступал за Селангор. Впоследствии был судьёй ФИФА.